# Lákis Nikoláou
Pantelís « Lákis » Nikoláou (grec moderne : Παντελής (Λάκης) Νικολάου) est un footballeur grec né le 17 juillet 1949. Il évoluait au poste de défenseur.

## Biographie

### En club
Il joue en faveur de l'AEK Athènes durant toute sa carrière. Avec ce club, il remporte quatre titres de champion de Grèce.
Avec cette même équipe, il joue 8 matchs en Coupe d'Europe des clubs champions, et inscrit un but face au club portugais du FC Porto.

### En équipe nationale
International grec, il reçoit 15 sélections en équipe de Grèce entre 1973 et 1975
Il joue son premier match en équipe nationale le 8 septembre 1973 contre la France et son dernier le 17 juin 1980 contre l'Allemagne de l'Ouest.
Il fait partie du groupe grec lors de l'Euro 1980. Il dispute également trois matchs comptant pour les éliminatoires du mondial 1978.

## Carrière
- 1966-1981 :  AEK Athènes

## Palmarès
- Champion de Grèce en 1968, 1971, 1978 et 1979 avec l'AEK Athènes
- Vainqueur de la Coupe de Grèce en 1978 avec l'AEK Athènes